# Mallerenga cuallarga gorjanegra
La mallerenga cuallarga gorjanegra (Aegithalos concinnus) és una espècie d'ocell de la família dels egitàlids (Aegithalidae). Habita boscos de muntanya des del Pakistan, nord de l'Índia i Myanmar, fins a la Xina, Taiwan, Hainan i nord d'Indoxina. El seu estat de conservació es considera de risc mínim.

## Taxonomia
S'han descrit diverses subespècies, genèticament diferenciades, que podrien ser separades en espècies diferents De fet alguns autors consideren l'existència d'almenys tres espècies:
- Aegithalos concinnus (sensu stricto) - mallerenga cuallarga gorjanegra.
- Aegithalos annamensis - mallerenga cuallarga d'Annam, pròpia del sud d'Indoxina.
- Aegithalos iredalei - mallerenga cuallarga de l'Himàlaia, pròpia de la serralada de l'Himàlaia.